# Gauri Sankar
Gauri Sankar lub Gaurishankar  (tyb.: Jomo Tseringma, chiń. 高里三喀峰 Gāolǐsānkā Fēng) – szczyt w Himalajach. Znajduje się na granicy między Chinami a Nepalem. Leży niedaleko Melungtse i ok. 100 km na północny wschód od Katmandu.
Pierwszego wejścia dokonali John Roskelley i Dorje Sherpa 8 maja 1979 r.